# Samuel Maoz

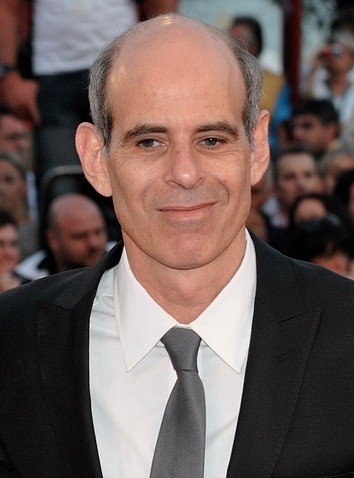
Samuel Maoz bei den Filmfestspielen von Venedig 2009

Samuel Maoz (hebräisch שמואל מעוז; * um 1962 in Tel Aviv) ist ein israelischer Regisseur und Drehbuchautor. Einem internationalen Publikum wurde er durch sein Spielfilmdebüt Lebanon (2009) bekannt, das ihm als ersten israelischen Filmemacher den Goldenen Löwen der Filmfestspiele von Venedig einbrachte.

## Leben
Samuel Maoz wurde als Sohn eines Busfahrers und einer Krankenschwester geboren. Eigenen Angaben zufolge hatte er schon immer Filmemacher werden wollen und im Alter von 13 Jahren zu seiner Bar Mitzwa eine 8-mm-Filmkamera geschenkt bekommen. Um 1988 beendete Maoz eine Ausbildung zum Kameramann an der Kunsthochschule Beit Tzvi. Daraufhin begann er als Szenenbildner an Film- und Fernsehproduktionen mitzuwirken. Als Regisseur zeichnete Maoz für die Inszenierung von Dokumentarfilmen wie der ARTE-Produktion Total Eclipse (2000) mit Yevgenya Dodina, Fernsehserien und auch Theateraufführungen verantwortlich.
Nach Beginn des Libanonkrieges 2006 machte sich Maoz an die Realisierung seines ersten Spielfilmprojekts Lebanon, das drei Jahre in Anspruch nehmen sollte. In diesem widmete er sich dem Libanonkrieg von 1982, an dem er selbst als junger 20-jähriger Schütze einer Panzerbesatzung teilgenommen hatte und verwundet worden war. Maoz blieb eigenen Angaben zufolge 45 Tage im Libanon, von denen er 30 als „Hölle“ beschrieb. Im Drehbuch verarbeitete Maoz persönliche Erlebnisse, nachdem sich bereits seine Regiekollegen Joseph Cedar (Beaufort, 2007) und Ari Folman (Waltz with Bashir, 2008) dem Libanonkrieg und der persönlichen Vergangenheit gewidmet hatten.
Lebanon schildert die traumatischen Erlebnisse einer vierköpfigen israelischen Panzerbesatzung in einem libanesischen Dorf zu Anfang des Krieges. „Es dauerte bei mir 20 Jahre, ehe ich die Stärke hatte, das Drehbuch zu schreiben“, so Maoz im Dezember 2006 vor Beginn der Dreharbeiten. „Als ich im Libanon war, änderte es mein Leben. Ich tötete Menschen, während ich dort war. Der Film schaut auf sehr komplizierte Probleme.“ Finanziell unterstützt wurde Maoz’ Regiearbeit unter anderem durch die Filmstiftung Nordrhein-Westfalen, die hervorhob, dass der Film „ganz bei der Panzercrew“ bliebe. „Den Krieg und die beklemmende Bedrohung sehe man nur durch den Sucher des Zielfernrohrs.“
Ende Juli 2009 erhielt Maoz für sein Spielfilmdebüt eine Einladung in den Wettbewerb der 66. Filmfestspiele von Venedig, wo er mit dem Goldenen Löwen den Hauptpreis des Festivals gewann, nachdem die Filmfestivals von Berlin und Cannes Lebanon zuvor abgelehnt hatten. Die deutschsprachige Fachpresse äußerte sich mehrheitlich begeistert über den Film. Peter Zander (Die Welt) lobte Lebanon als einen der überzeugendsten Wettbewerbsbeiträge, der „weit über den konkreten historischen Fall hinaus zu einer allgemeingültigen Parabel auf den Krieg anwächst“, während der österreichische Standard die konzeptuelle Idee des klaustrophobischen Kammerspiels als äußerst effektvolles Mittel hervorhob, die Unwägbarkeiten des Krieges zu thematisieren. Im selben Jahr wurde der Film in zehn Kategorien für den Ophir Award nominiert, Israels nationalen Filmpreis, und gewann vier Auszeichnungen. Bei der Verleihung des Europäischen Filmpreises 2010 folgten fünf Nominierungen in den Kategorien Film, Regie, Drehbuch, Kamera und Schnitt und gewann die Preise für Kamera und Erstlingswerk.
2013 stellte Maoz den Kurzfilm Manybuy fertig und war an dem Dokumentarfilm Future Reloaded für die 70. Auflage des Filmfestivals von Venedig beteiligt. 2017 folgte mit Foxtrot – Der Tanz des Schicksals sein zweiter Spielfilm, der ihm seine zweite Einladung in den Wettbewerb der 74. Filmfestspiele von Venedig verschaffte. Die internationale Koproduktion mit Lior Ashkenazi, Sarah Adler und Yonatan Shiray in den Hauptrollen wurde Ende 2014 als „eine tragische Familiengeschichte über Tod, Trauer und Schuld in Israel“ angekündigt. Zwar hatte Maoz in Venedig gegenüber Guillermo del Toro (Shape of Water – Das Flüstern des Wassers) das Nachsehen, Foxtrot wurde aber mit dem zweitwichtigsten Preis, dem Silbernen Löwen als Großen Preis der Jury ausgezeichnet.

## Filmografie
- 2000: Total Eclipse (Dokumentarfilm)
- 2009: Lebanon (לבנון)
- 2013: Manybuy (Kurzfilm)
- 2013: Venice 70: Future Reloaded (Dokumentarfilm)
- 2017: Foxtrot – Der Tanz des Schicksals (Foxtrot)

## Auszeichnungen (Auswahl)
- 2009: Goldener Löwe, SIGNIS-Preis – Lobende Erwähnung und Nazareno-Taddei-Preis bei den Filmfestspielen von Venedig für Lebanon
- 2009: Human Values Award des Thessaloniki Film Festival für Lebanon
- 2009: zwei Ophir-Nominierungen für Lebanon (Beste Regie, Bestes Drehbuch)
- 2010: zwei Asia Pacific Screen Awards für Lebanon (Großer Preis der Jury, Bestes Drehbuch)
- 2010: Europäischer Filmpreis für Lebanon (Bestes Erstlingswerk), drei weitere Nominierungen (Bester Film, Beste Regie, Bestes Drehbuch)
- 2017: Silberner Löwe – Großer Preis der Jury, Arca CinemaGiovani Award und SIGNIS Award – Lobende Erwähnung für Foxtrot